# Tam giác sắt

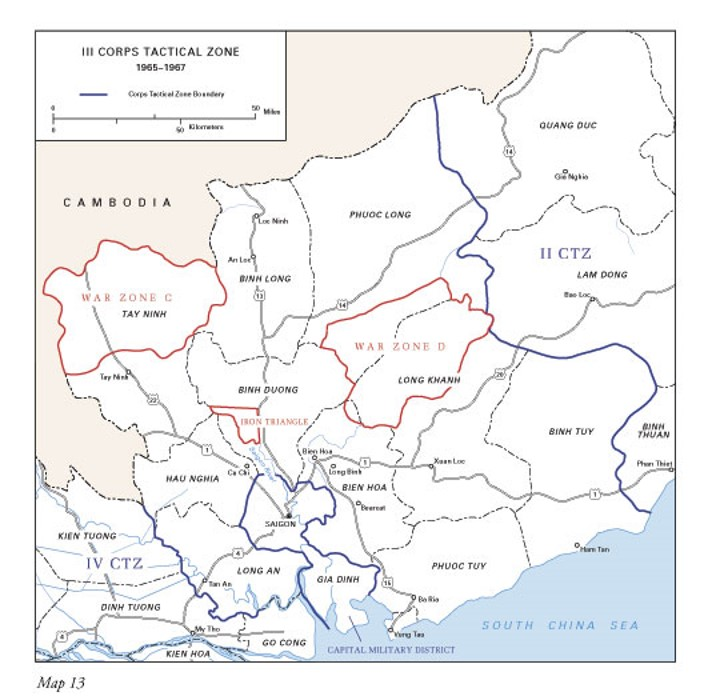
Bản đồ của Lục quân Hoa Kỳ đánh dấu Chiến khu C, Đ và Tam giác sắt, giai đoạn 1965-1967

Tam giác sắt (tiếng Anh: Iron Triangle) hay Địa đạo Tây Nam Bến Cát là một khu vực nằm ở tỉnh Bình Dương của Việt Nam. Khu vực được đặt tên như vậy vì là vùng chiến đấu quan trọng của Việt Minh suốt thời kỳ chiến tranh. Khu vực này nằm dưới sự kiểm soát của Việt Minh trong suốt Chiến tranh Đông Dương. Sang thời kỳ Chiến tranh Việt Nam, bất chấp nỗ lực phá hoại của lực lượng Hoa Kỳ và Việt Nam Cộng hòa, khu vực vẫn nằm dưới sự kiểm soát của Mặt trận Dân tộc Giải phóng miền Nam Việt Nam (QGP).

## Địa lý
"Tam giác sắt" nằm cạnh sông Sài Gòn về phía tây và giáp Quốc lộ 13, cách Sài Gòn khoảng 25 dặm (40 km) về phía bắc. Đầu nam của "tam giác" cách tỉnh lị Phú Cường của tỉnh Bình Dương bảy dặm (11 km). Vị trí gần Sài Gòn (cách ngoại ô Sài Gòn chỉ 10 dặm (16 km)) vừa là lý do buộc Hoa Kỳ và Việt Nam Cộng hòa phải nỗ lực tiêu diệt nó, vừa là lý do tại sao nó lại là khu vực quan trọng mà lực lượng Cộng sản phải kiểm soát. Tên gọi khác "địa đạo Tây Nam Bến Cát" bắt nguồn từ việc khu vực này nằm trên địa phận 3 xã Tây Nam của thành phố Bến Cát gồm: An Điền, An Tây và Phú An.
Địa hình trong "Tam giác sắt" bằng phẳng, gần như không có gì đặc biệt và được bao phủ bởi bụi rậm. Các bãi đất trống, đặc biệt là ở phía Bắc, có cỏ voi mọc dày đến cao hơn đầu người. Bề mặt vô số hố bom, đạn pháo bắn phá lồi lõm nên việc di chuyển của các phương tiện trên những con đường đất hẹp, gồ ghề là gần như không thể thực hiện được, ngay cả các phương tiện bánh xích cũng gặp khó khăn. Một mạng lưới đường hầm và chiến hào rộng lớn, hầu hết đều bị sập và bị bỏ hoang, chạy bao quanh vùng đất từng là nơi diễn ra các trận chiến kể từ những ngày đầu của cuộc chiến tranh.

## Cấu trúc
Địa đạo chạy ngoắt ngoéo trong lòng đất, từ đường chính tỏa ra vô số nhánh dài ngắn ăn thông hoặc độc lập với nhau tùy theo địa hình, có một số nhánh trổ ra sông Sài Gòn. Tuyến chính của địa đạo cách mặt đất 4m, chiều cao địa đạo 1,2m, rộng 0,8m. Có những đoạn được thiết kế 2–3 tầng. Chỗ lên xuống có nắp hầm bí mật. Trong địa đạo có nút thắt ở những điểm cần thiết, có những đoạn hẹp, người phải thật gọn nhẹ mới chui qua được.
Dọc theo đường hầm có lỗ thông hơi, bên trên được ngụy trang kín đáo và trổ lên mặt đất bằng nhiều cửa bí mật. Từ đường chính được đào ra các nhánh phụ về các ấp, đi liền với các nhánh phụ là các ụ chiến đấu. Mỗi nhánh phụ dài khoảng 1 km với 3 ụ chiến đấu. Ụ chiến đấu sâu 1,7m với 4 lỗ châu mai được đắp như ụ mối gồm 2 nắp. Nắp trên cách mặt đất khoảng 0,5m, đứng ở dưới có thể quan sát địch trên mặt đất. Nắp dưới thông với tầng 2 của địa đạo, khi địch phát hiện, du kích mở nắp rút lui xuống lòng địa đạo. Các ụ chiến đấu cách đường xương sống khoảng 200m. Ngoài ra, chung quanh ụ chiến đấu lắp đặt các hầm chông, mìn được ngụy trang.

## Lịch sử

### Thời kỳ Pháp ở Đông Dương
Trong cuộc chiến tranh của Pháp ở Đông Dương (1946–1954), Việt Minh đã xây dựng một mạng lưới các công sự và đường hầm bí mật phủ khắp khu vực để tự vệ trước sức mạnh quân sự vượt trội của Pháp. Những mạng lưới đường hầm này dần trở thành một hệ thống địa đạo vào khoảng năm 1948. Điểm đào đường ngầm đầu tiên là tại khu vực sân vận động xã An Tây ngày nay, sau đó địa đạo được đào từ điểm giáp ngã ba xã An Điền tới vườn cao su xã Phú An. Lúc này, tổng chiều dài hệ thống địa đạo của mỗi xã chỉ khoảng 1 km, sau này sang giai đoạn Chiến tranh Việt Nam mới phát triển nối thông nhau giữa các xã.

### Chiến tranh Việt Nam

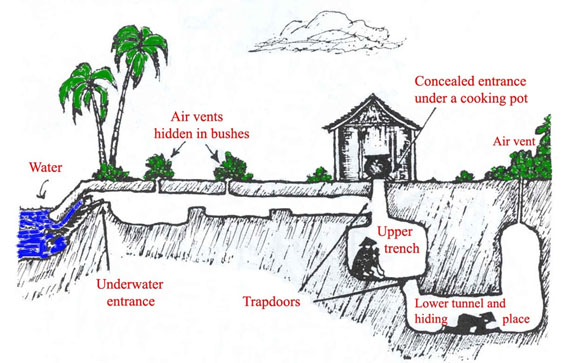
Sơ đồ mặt cắt hệ thống địa đạo QGP được sử dụng trong Chiến tranh Việt Nam

Hệ thống đường hầm được mở rộng hơn nữa sau cuộc chiến tranh với Pháp nhằm làm căn cứ cho các hoạt động ngầm chống lại chính quyền Ngô Đình Diệm và sau đó là các chính phủ Việt Nam Cộng hòa do Hoa Kỳ hậu thuẫn. Trước mối đe dọa đang rình rập đối với chính quyền Sài Gòn, Hoa Kỳ đã tăng cường tấn công quân sự vào khu vực trong mùa thu năm 1966 và 1967. Họ phát động ba chiến dịch trong thời gian này: Chiến dịch Attleboro, Chiến dịch Cedar Falls và Chiến dịch Junction City. Chiến dịch Cedar Falls là một cuộc tấn công đặc biệt đáng kể với sự tham gia của gần 16.000 lính Mỹ và 14.000 lính Lục quân Việt Nam Cộng hòa. Chiến dịch kéo dài 19 ngày, với 72 lính Mỹ và 720 lính QGP thiệt mạng. Bất chấp cuộc tấn công ồ ạt bằng máy bay ném bom B-52 và máy ủi bọc thép, cùng nỗ lực phá hủy hệ thống đường hầm bằng chất nổ, lũ lụt và "lính chuột cống" (những binh sĩ được huấn luyện đặc biệt sẽ xâm nhập vào đường hầm và chỉ được trang bị đèn pin và súng ngắn), Hoa Kỳ vẫn không thể xóa sổ hoàn toàn hệ thống địa đạo của QGP, vốn đã được xây dựng trong hơn hai thập kỷ.

### Chấm dứt Chiến tranh Việt Nam năm 1975
Khu vực này vẫn là trung tâm tổ chức lớn của QGP cho đến khi chiến tranh kết thúc, do tầm quan trọng chiến lược không thể phủ nhận, cũng như sự hỗ trợ từ người dân địa phương vốn phải hứng chịu tác động từ chiến dịch ném bom của Mỹ. Trong bối cảnh Chiến dịch Mùa xuân 1975, Tam giác sắt là nơi nhiều cánh quân giải phóng tập kết để chuẩn bị cho cuộc tấn công cuối cùng vào Sài Gòn.

## Ngày nay
Ngày 18 tháng 3 năm 1996, địa đạo Tam giác sắt được Bộ Văn hóa - Thông tin xếp hạng là Di tích lịch sử - văn hóa cấp Quốc gia. Năm 2009, Ủy ban nhân dân tỉnh Bình Dương quyết định đầu tư xây dựng Khu di tích lịch sử Địa đạo Tam giác sắt rộng 230.000 m2, đến năm 2012 thì đi vào hoạt động.